# Proyecto Zoonomia
El Proyecto Zoonomia representa una iniciativa a nivel internacional que busca desentrañar la base genómica de características comunes y especializadas en mamíferos.  Este proyecto aplica avances tecnológicos de secuenciación de ADN para comprender cómo los genomas generan la asombrosa diversidad animal. Debido a que es la base de datos de genómica comparativa más extensa para mamíferos hasta la fecha, con genomas completos alineados para 240 especies diversas y secuencias de genes codificadores de proteínas alineadas para 427 especies.

### Término “Zoonomia”
El nombre "Zoonomia" fue elegido para este proyecto, combinando términos griegos que significan "animal" y "leyes gobernantes", ya que encapsula el objetivo de descubrir las leyes genéticas que rigen la vida animal.
En 1794 aparece este término por primera vez, Erasmus Darwin, un eminente médico y abuelo de Charles Darwin, tituló su libro "Zoonomia; or the Laws of Organic Life" y se preguntó si imaginar que, en el gran lapso de tiempo desde que la Tierra comenzó a existir, los animales de sangre caliente han surgido a partir de un solo filamento vivo. Aunque las estimaciones contemporáneas sitúan la edad de la Tierra en miles de millones de años en lugar de millones, Erasmus estaba en lo correcto al afirmar que todas las especies están relacionadas entre sí, compartiendo un ancestro común en el pasado lejano. Esta relación ofrece una herramienta poderosa para determinar y comprender qué partes de un genoma son importantes.

### Objetivos
El ADN debe ser copiado antes de ser transmitido de un ancestro a sus descendientes. La copia es imperfecta, por lo que con el tiempo surgen algunos cambios. Los cambios que no causan problemas tienden a acumularse, y la secuencia de ADN se aleja lentamente de su deletreo inicial. Encontrar segmentos de ADN sin cambios a lo largo de las especies es, por lo tanto, una estrategia poderosa para identificar aquellos que son importantes para todos los animales.
Al secuenciar y comparar los genomas de cientos de mamíferos diversos, Zoonomia está identificando segmentos de ADN sin cambios en todas las especies, así como segmentos modificados en solo unas pocas. Se puede descubrir tanto la base genómica de rasgos esenciales para todos los animales como los cambios que subyacen a los rasgos únicos de cada especie.

### Aplicación
El uso de Zoonomia sirve para evaluar la biodiversidad, este revela que especies con tamaños históricos más pequeños de población efectiva llevan una carga genética fija más alta, asociándose con un mayor riesgo de extinción. Estos hallazgos sugieren que los procesos históricos son predictivos del estado contemporáneo de riesgo de extinción.
Zoonomia ofrece una oportunidad única para investigar la relación entre variación genómica y fenotipos. La capacidad olfativa, la hibernación y características neurológicas se exploran en diferentes especies, destacando la diversidad fenotípica y genómica en mamíferos.
- Un ejemplo es la capacidad olfativa mediante el análisis genómico se encontró que los roedores, tienen más genes de receptores olfativos que otros mamíferos. El agutí centroamericano es el líder entre los roedores (3233 genes), superando en cantidad a todas las especies, excepto a tres (el perezoso de Hoffmann, el armadillo de nueve bandas y el elefante africano de la sabana).

### Conclusión
Zoonomia es una herramienta que ayuda a explorar la genómica comparativa de mamíferos, proporcionando información esencial para comprender la evolución molecular y la conservación de la biodiversidad en el reino animal.